# WordBASIC
WordBASICは、ワープロ用にカスタマイズされたMicrosoft QuickBASICのサブセットである。Windows 版 Word 6.0 または Word 95 で利用できたが、Word 97のリリース時に、Visual Basic for Applications（VBA）に置き換えられた。VBAとは対照的に、WordBasicはオブジェクト指向ではなく、約900のコマンドのフラットリストで構成されていた。
Word 2000 では、WordBasic のマクロを含む Windows 版 Word 6.0 または Word 95 のテンプレートを開くと、マクロは Visual Basic のモジュールに自動的に変換される。マクロ内の各 WordBasic ステートメントおよび関数は、対応する WordBasic メソッドに変換される。

## サンプルコード
次のコードスニペットは、「Hello、World！」の例でWordBasicとVBAの違いを示している。
例： 

WordBasic： 
```
Sub
 
MAIN

FormatFont
 
.
Name
 
=
 
"Arial"
,
 
.
Points
 
=
 
10

Insert
 
"Hello, World!"

End
 
Sub

```

 VBA： 
```
Public
 
Sub
 
Main
()

  
With
 
Selection
.
Font

    
.
Name
 
=
 
"Arial"

    
.
Size
 
=
 
10

  
End
 
With

  
Selection
.
TypeText
 
Text
:
=
"Hello, World!"

End
 
Sub

```